# Anna Amalia de Brunswick-Wolfenbüttel
Anna Amalia de Brunswick-Wolfenbüttel (24 octombrie 1739 – 10 aprilie 1807) a fost prințesă germană și compozitor. Ea a devenit prin căsătorie ducesă de Saxa-Weimar-Eisenach; de asemenea, a fost regent al statelor Saxa-Weimar și Saxa-Eisenach din 1758 până în 1775. Anna Amalia a transformat Curtea ei în cel mai influent centrul cultural al Germaniei.

## Biografie
S-a născut la Wolfenbüttel ca al nouălea copil al lui Karl I, Duce de Brunswick-Wolfenbüttel și a Prințesei Philippine Charlotte a Prusiei. Bunicii materni au fost regele Frederic Wilhelm I al Prusiei și Sophia Dorothea de Hanovra.
La Brunswick, la 16 martie 1756 ea s-a căsătorit cu Ernst August al II-lea, Duce de Saxa-Weimar. La doi ani după nuntă, soțul ei a murit, la vârsta de 20 de ani. Anna Amalia a devenit regentă pentru fiul ei minor, Karl August. A încredințat educația celor doi fii unor mari gânditori precum Wieland, Goetz sau Knebel; băieții au crescut într-o atmosferă liberală și umanistă.

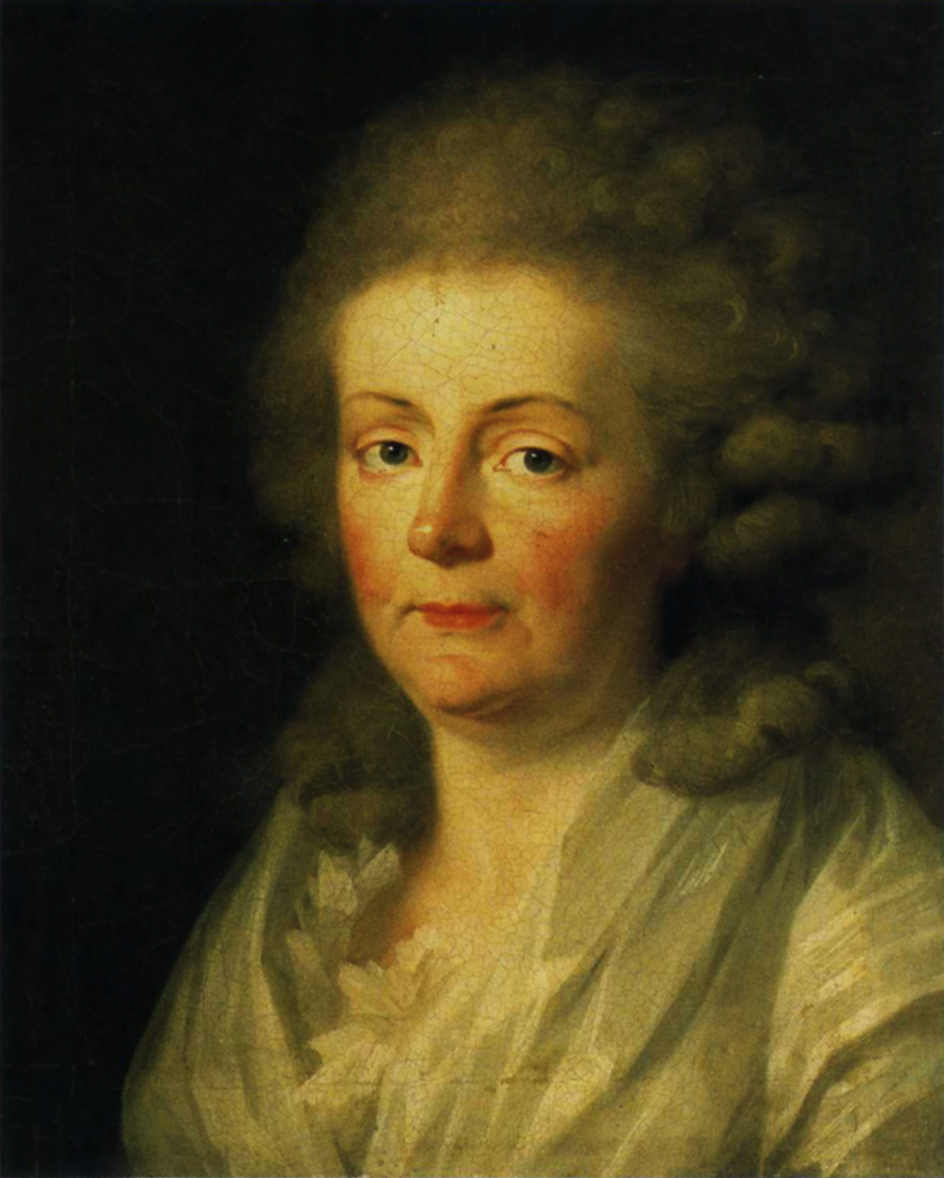
Anna Amalia de Brunswick-Wolfenbüttel

În timpul minoratului fiului ei ea a administrat treburile în ducat cu o notabilă prudență, consolidând și ameliorând resursele în ciuda tulburărilor din timpul Războiului de Șapte Ani. În 1775, când fiul ei a devenit major, ea s-a retras, nu înainte de a-l căsători cu Louisa de Hesse-Darmstadt, fiica cea mică a Landgrafului Ludovic al IX-lea de Hesse-Darmstadt. Căsătoria a fost în întregime în scop dinastic și a urmărit consolidarea ducatul de Saxa-Weimar în cadrul Sfântului Imperiu Roman.
La Weimar veneau cei mai importanți muzicieni și scriitori ai timpului: Goethe, Herder, Lichtenberg. Pentru a reține aceste somități la curtea sa, ea le-a dat funcții oficiale: preceptori ai copiilor ei, intendenți etc.
A murit în 1807 într-o Germanie ocupată de soldații lui Napoleon. Fiul ei a fost capabil să păstreze teritoriile și și-a căsătorit fiul cel mic cu sora țarului Alexandru I. Strănepoata ei, Augusta, prin căsătoria cu Wilhelm I al Prusiei, va deveni prima împărăteasa a Germaniei unificate.